# Окинчиц, Людвиг Людвигович
Окинчиц Людвиг Людвигович — советский акушер-гинеколог.

## Биография
Родился в семье заводского врача польского происхождения. Был третьим ребенком из пяти (Елизавета (2 февраля 1870), Елена (30 марта 1873), Маргарита (18 декабря 1876) и Станислав (25 января 1878)).
В 1899 г. окончил c отличием Военно-медицинскую академию в Петербурге. В 1909—1911 гг. работал приват-доцентом акушерско-гинекологической клиники Женского медицинского института.
С 1914 г. стал профессором, деканом и ректором Психоневрологического института. В 1922 году возглавил роддом им. профессора Владимира Фёдоровича Снегирева. С 1933 года начал руководить акушерско-гинекологическую клинику 1-го Ленинградского медицинского института.
Окинчиц опубликовал более 100 научных работ, включая 3 монографии и 3 руководства. В них входят «Гинекологическая клиника» и «Оперативная гинекология». Его исследования затрагивают темы эндокринологии и онкогинекологии, патологии внутренних органов во время беременности, борьбы с послеродовыми заболеваниями. Окинчиц также внес свой вклад в разработку вопросов охраны материнства, младенчества и детства.
Окинчица несколько раз избирали председателем Ленинградского акушерско-гинекологического общества.

## Монографии
- Возрастные изменения девственной плевы, дисс., Спб., 1902
- К вопросу о взаимоотношениях некоторых желез с внутренней секрецией, 1913
- Краткий курс оперативной гинекологии, М.— JI., 1929
- Гинекологическая клиника, ч. 1—3, JI., 1933; Оперативная гинекология, JI.— М., 1938.